# Aeroportul Internațional Hilo
Aeroportul Internațional Hilo (IATA: ITO, ICAO: PHTO, FAA LID: ITO) este un aeroport din Hilo, Comitatul Hawaii, Hawaii, Hawaii, Statele Unite ale Americii ce deservește zona Hilo. Aeroportul a fost tranzitat în 2021 de 760.307 pasageri. A fost deschis în 1928 și numit după zona deservită.
Situat la o altitudine de 12 m, aeroportul dispune de 2 piste.

## Infrastructură

### Piste
Aeroportul dispune de 2 piste. Pista 03/21 are suprafața de asfalt și dimensiunile 5.600 picioare × 150 picioare. Pista 08/26 are suprafața de asfalt și dimensiunile 9.800 picioare × 150 picioare. 